# Bistum Kagoshima
Das Bistum Kagoshima (lat.: Dioecesis Kagoshimaensis, jap. カトリック鹿児島教区, katorikku Kagoshima kyōku) in der Präfektur Kagoshima gehört mit den Diözesen Fukuoka, Naha und Oita zur römisch-katholischen Kirchenprovinz Nagasaki in Japan auf Kyushu. Es wurde am 25. Februar 1955 errichtet, nachdem es bereits am 18. März 1927 aus dem Gebiet der Diözese Nagasaki als Apostolisches Vikariat abgetrennt worden war. Am 18. Dezember 1972 wurde aus dem Gebiet des Bistums das Bistum Naha ausgegliedert. 
Am 3. Dezember 2005 nahm Papst Benedikt XVI. das aus Altersgründen eingereichte Rücktrittsgesuch von Paul Shin’ichi Itonaga an, der das Bistum seit dem 15. November 1969 geleitet hatte. Am selben Tag ernannte er den am 20. August 1942 geborenen und am 20. März 1972 zum Priester geweihten bisherigen Pfarrer von Shibushi Paul Kenjirō Kōriyama zum neuen Bischof.

## Geschichte
Franz Xaver, ein Spanier und Mitbegründer des Jesuitenordens, kam 1549 von Goa aus im Dienste des portugiesischen Königs mit drei Japanern, die er in Goa kennengelernt und zum Christentum bekehrt hatte, auf die japanischen Inseln und gründete in Kagoshima die erste christliche Gemeinde in Japan.

## Bischöfe
- Egide Marie Roy OFM (エジド・ロア; 11. Mai 1929–1936)
- Paul Aijirō Yamaguchi (パウロ 山口 愛次郎; 1936–15. September 1937, Ernennung zum Bischof von Nagasaki)
- Francis Xavier Ichitarō Ideguchi (フランシスコ 出口 一太郎; 10. Juni 1940–1955)
- Joseph Asajirō Satowaki (ヨゼフ 里脇 浅次郎; 25. Februar 1955–19. Dezember 1968, Ernennung zum Bischof von Nagasaki)
- Paul Shin’ichi Itonaga (パウロ 糸永 真一; 15. November 1969–3. Dezember 2005)
- Paul Kenjirō Kōriyama (パウロ 郡山 健次郎; 3. Dezember 2005–7. Juli 2018)
- Francis Xavier Hiroaki Nakano (seit 7. Juli 2018)